# Mallada bertrani
Mallada bertrani är en insektsart som först beskrevs av Navás 1931.  Mallada bertrani ingår i släktet Mallada och familjen guldögonsländor. Inga underarter finns listade i Catalogue of Life.